# 宏语
宏語（英語：Taa、/ˈtɑː/）、ǃXoon（!Khong, !Xóõ；發音：[ǃ͡χɔ̃ː˦] /ˈkoʊ/）或扎希語（Tsasi），属圖語系，以音位众多而著称。2002年时，有4200名使用者，主要分布在博茨瓦纳（~4000人）和纳米比亚。

## 亲属语言
直到20世纪90年代时发现仍有一些年长者在使用的寧語(Nǁng language)，宏语曾一直被认为是圖語系中唯一仍使用的语言。

## 方言
宏語方言眾多，主要有东西两种差别较大的方言群，推測可能是由西部傳向東部，實則形成一個方言連續體，而非單一語言。东部方言包括ʼN|ohan 与东宏语等分支，西部方言则包括 Nusan 与西宏语。语言学家 Traill 从事东宏语的研究。 DoBeS 计划则对 ʼN|ohan 和宏语进行研究。

## 音系
此语一说有至少58个辅音，31个元音和4个声调（东宏语，Traill 1985, 1994），一说有至少87个辅音，20个元音和2个声调（西宏语，DoBeS 2008），恐怕是现有语言中最多的。这之中包括20（Traill）或43（DoBes）个喌音和多个元音发声态（phonation）。

### 声调
Traill 将东宏方言的四个声调描述如下：高调 [á]、中调 [ā]、低调 [à] 与中降调 [â]。DoBeS 则将西宏方言分析为具有高低两种声调。可能这代表分析而非声调系统上的差别。

### 元音
该语有五个元音 [a e i o u]。Traill 与 DoBes 对这些元音的发声态的分析有分歧。尚不清楚这是方言差别还是分析方法所致。